# Liste des championnes du monde poids plumes de boxe anglaise
La liste des championnes du monde poids plumes de boxe anglaise regroupe les championnes du monde de boxe anglaise de la catégorie des poids plumes reconnues par les organisations suivantes :
- La WBA (World Boxing Association), fondée en 1921 et succédant à la NBA (National Boxing Association) en 1962,
- La WBC (World Boxing Council), fondée en 1963,
- L'IBF (International Boxing Federation), fondée en 1983,
- La WBO (World Boxing Organization), fondée en 1988.

Mise à jour : 4 février 2023

## WBA
| Gain du titre    | Perte du titre   | Championne                   | Défenses |
| ---------------- | ---------------- | ---------------------------- | -------- |
| 25 mars 2006     | 2006             | Gao Li Jun                   | 0        |
| 30 avril 2007    | 2008             | Hwa-Won Lee                  | 0        |
| 11 octobre 2008  | 2013             | Choi Hyun-mi (en)            | 7        |
| 10 mai 2013      | 13 décembre 2013 | Ogleidis Suárez (en)         | 1        |
| 13 décembre 2013 | 11 mars 2016     | Edith Soledad Matthysse (en) | 1        |
| 11 mars 2016     | 22 avril 2021    | Jelena Mrdjenovich           | 5        |
| 22 avril 2021    | 4 février 2023   | Erika Cruz (en)              | 2        |
| 4 février 2023   |                  | Amanda Serrano               | 0        |

## WBC
| Gain du titre     | Perte du titre    | Championne                   | Défenses |
| ----------------- | ----------------- | ---------------------------- | -------- |
| 22 octobre 2005   | 2007              | Sharon Anyos (en)            | 1        |
| 8 mars 2008       | 3 juillet 2010    | Ina Menzer                   | 6        |
| 3 juillet 2010    | 2012              | Jeannine Garside (en)        | 1        |
| 23 mars 2012      | 14 septembre 2012 | Jelena Mrdjenovich           | 0        |
| 14 septembre 2012 | 31 mai 2013       | Melissa Hernández (en)       | 0        |
| 31 mai 2013       | 1er août 2015     | Jelena Mrdjenovich           | 2        |
| 1er août 2015     | 11 mars 2016      | Edith Soledad Matthysse (en) | 3        |
| 11 mars 2016      | 4 février 2021    | Jelena Mrdjenovich           | 4        |
| 4 février 2021    |                   | Amanda Serrano               | 4        |

## IBF
| Gain du titre     | Perte du titre    | Championne        | Défenses |
| ----------------- | ----------------- | ----------------- | -------- |
| 31 mars 2011      | 20 novembre 2011  | Stacey Reile (en) | 0        |
| 20 novembre 2011  | 2014              | Dahiana Santana   | 3        |
| 19 septembre 2015 | 20 juillet 2020   | Jennifer Han (en) | 4        |
| 20 juillet 2020   | 25 septembre 2022 | Sarah Mahfoud     | 1        |
| 25 septembre 2022 |                   | Amanda Serrano    | 1        |

## WBO
| Gain du titre     | Perte du titre    | Championne              | Défenses |
| ----------------- | ----------------- | ----------------------- | -------- |
| 10 octobre 2009   | 3 juillet 2010    | Ina Menzer              | 1        |
| 3 juillet 2010    | 2011              | Jeannine Garside (en)   | 0        |
| 5 janvier 2012    | 2014              | Alejandra Oliveras (en) | 5        |
| 17 février 2016   | 2016              | Amanda Serrano          | 1        |
| 10 décembre 2016  | 2018              | Cindy Serrano           | 1        |
| 27 octobre 2018   | 13 septembre 2019 | Heather Hardy (en)      | 0        |
| 13 septembre 2019 |                   | Amanda Serrano          | 4        |